# 時のきざはし
「時のきざはし」（ときのきざはし）は、西城秀樹の82枚目のシングル。2000年10月25日にユニバーサル・ポリドールから発売された。

## 解説
- 少年期から西城に憧れていた河村隆一（Я・K）がプロデュースし、作詞・作曲・コーラスを担当した作品である。

## 収録曲
（全作詞・作曲：Я・K）
1. 時のきざはし [6:39]
編曲：大島ミチル
2. 今 キミに [4:38]
編曲：土方隆行
3. 時のきざはし（Piano Version） [3:58]
4. 時のきざはし（オリジナル・カラオケ） [6:39]
5. 今 キミに（オリジナル・カラオケ） [4:33]

## この頃のできごと
- 2000年11月28日 - 第12回日本ジュエリーベストドレッサー賞を受賞する。
- 2000年12月31日 - 『第51回NHK紅白歌合戦』に出場し、「ブルースカイ ブルー」を歌唱する。